# Wojciech Tylkowski
Wojciech Tylkowski (ur. 19 kwietnia 1624 na Mazowszu, zm. 14 stycznia 1695 w Wilnie) – jezuita, teolog, wykładowca szkół jezuickich.

## Życiorys

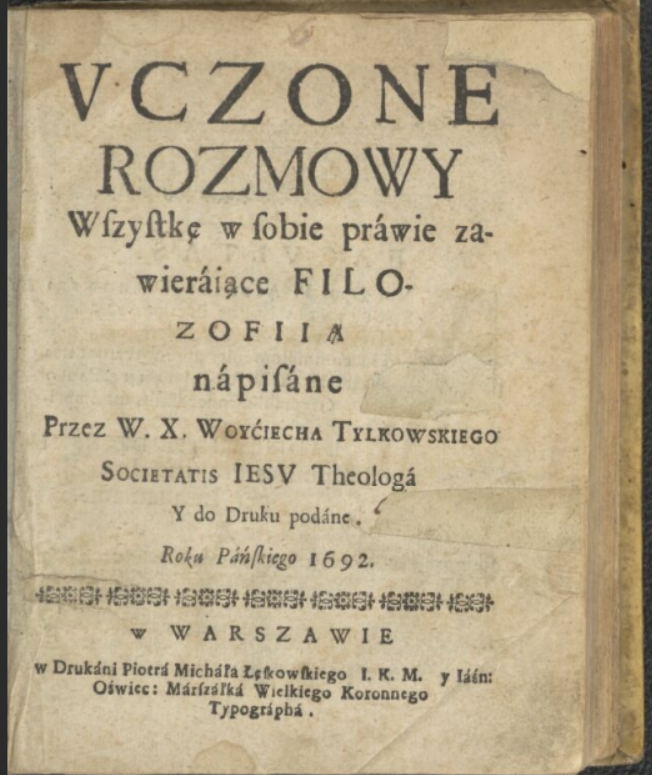
Wojciech Tylkowski Uczone rozmowy, 1692

Urodził się na Mazowszu, prawdopodobnie w okolicach Pułtuska. Po wstąpieniu w 1646 do Towarzystwa Jezusowego w Wilnie studiował nauki humanistyczne, następnie filozofię (w kolegiach w Orszy i Połocku), po czym wykładał (1651–1655) retorykę i matematykę w kolegiach w Połocku i Nieświeżu. Jego studia teologiczne przerwała wojna z Kozakami i Szwedami. Podjął je ponownie w Poznaniu w 1655 r., a następnie kontynuował w Pradze do 1659 r., gdzie również przyjął święcenia kapłańskie. Następnie poświęcił dwa lata posłudze duszpasterskiej w Bratysławie.
Potem powrócił do Polski i nauczał w różnych miejscowościach teologii moralnej, języka hebrajskiego, filozofii i matematyki, m.in.: w Braniewie oraz w Warszawie (1666–70). Następnie spędził trzy lata (1670–73) w Watykanie jako penitencjarz w Bazylice Świętego Piotra, a od 1673 do 1675 roku był rektorem seminarium papieskiego. Następnie został misjonarzem w dwóch biskupstwach w Polsce (Płock, Poznań). Po czym powrócił do nauczania teologii moralnej i matematyki, najpierw w Płocku (1683–85), a następnie w Warszawie (1685–1692). 
Opublikował wiele dzieł i broszur w języku łacińskim i polskim, głównie na temat duchowości, filozofii i teologii.